# Wittockiana
 (août 2025).
 (août 2025).

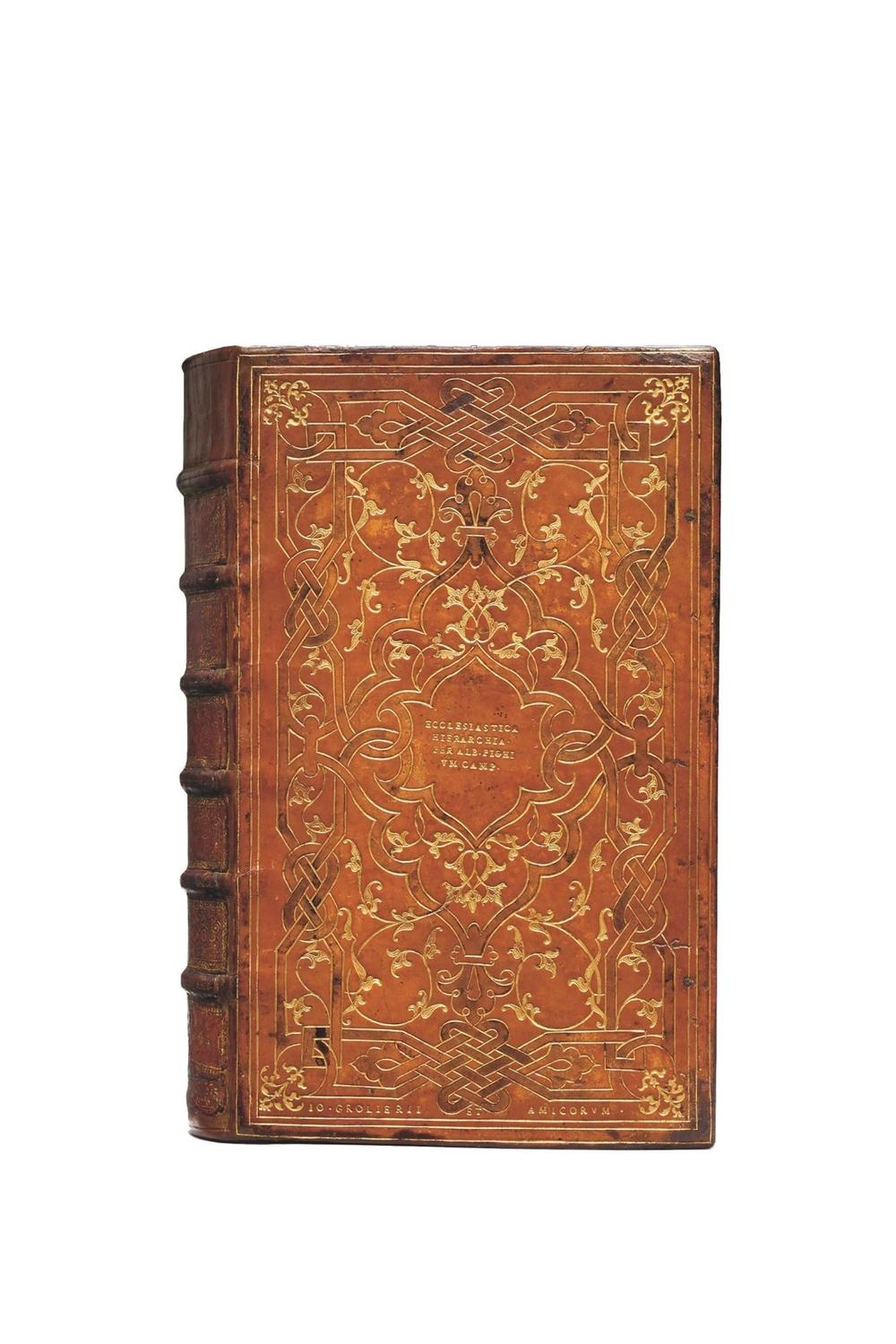
Reliure française Renaissance à décor d'entrelacs exécutée vers 1545 par Jean Picard pour Jean Grolier, collection Fondation Roi Baudouin

La Wittockiana, ou Musée de la Reliure et des Arts du livre, est un musée situé à Woluwe-Saint-Pierre, Bruxelles.

## Histoire
À l'origine bibliothèque privée rassemblant la collection de reliures de Michel Wittock, industriel belge et bibliophile, et ouverte au public en 1983, dans un bâtiment conçu et réalisé par l'architecte bruxellois Emmanuel de Callataÿ, la Wittockiana est devenue un musée reconnu comme centre d'importance mondiale de la Reliure et des Arts du livre.
En 1996, a été inauguré le premier étage conçu par l'architecte Charly Wittock, fils du fondateur, avec une salle de lecture permettant au public d'avoir accès à une bibliothèque de documentation essentiellement consacrée à la reliure et à la bibliophilie.
La Wittockiana est le seul musée au monde qui soit principalement consacré à la reliure d'art. Y est conservée une collection unique de décors de reliure témoignant de l'évolution des styles à travers cinq siècles, depuis la Renaissance jusqu'aux créations contemporaines.
Outre cette prestigieuse collection constituée par Michel Wittock, le musée conserve également divers ensembles remarquables tels le cabinet de son grand-père maternel, Valère Gille - mieux connu par la suite sous le nom de Valère-Gille - poète et dernier directeur de la Jeune Belgique, le fonds Lucien Bonaparte (livres, lettres, photographies), ainsi que de nombreux livres d'artistes contemporains, des livres-objets et des sculptures. Enfin, la Wittockiana abrite une collection unique de quelque 500 hochets précieux, ensemble étonnant et insolite qui provient du monde entier et couvre une période de quarante siècles d'histoire.
Des expositions temporaires, sur les thèmes de la reliure et du livre, sont organisées chaque année par la Wittockiana qui est également un lieu de rencontre et de création d'événements. Un atelier de reliure vient compléter le tout, donnant chaque jour un nouvel élan à la reliure de création.

## Le Fonds Michel Wittock
En 2010, Michel Wittock a créé, au sein de la Fondation Roi Baudouin, le Fonds Michel Wittock et l'a doté de la partie la plus représentative de sa collection. Ce fonds est physiquement conservé à la Wittockiana:
- Le fonds d'archives
- Valère-Gille et La Jeune Belgique
- Le fonds Lucien Bonaparte
- La spiritualité en images dans les livres flamands des XVIe et XVIIe siècles
- Largesses poétiques de Pierre Lecuire
- Les almanachs de Gotha
- Le livre d'artiste et le livre-objet
- Pierre Alechinsky et ses amis
- Les ouvrages de documentation
- Les hochets

## Publications
Outre les catalogues d'expositions, la Wittockiana édite une collection intitulée Studia Bibliothecae Wittockianae, consacrée à l'histoire et aux techniques de la reliure.